# Fritz Leopold Hennig

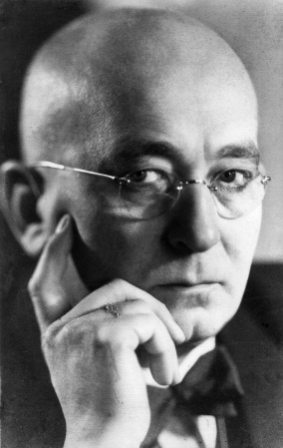
Porträt Fritz Leopold Hennig (um 1947)

Fritz Leopold Hennig (* 17. März 1895 in Danzig; † 29. März 1951 in Dresden) war ein deutscher Maler und Grafiker, dessen vielseitiges Werk stilistisch dem Zeitgeschmack des ausgehenden 19. Jahrhunderts und des Beginns des 20. Jahrhunderts zuzuordnen ist. Er malte vorwiegend Ölbilder, aber auch andere Techniken wandte er in seinen Werken an (Linolschnitt, Federzeichnung und die Technik der Kaltnadelradierung). Neben seinem künstlerischen Werk als Maler und Grafiker verfasste er Bühnenstücke wie beispielsweise die Operette „Nun schlägt’s 13“.

## Sein Leben

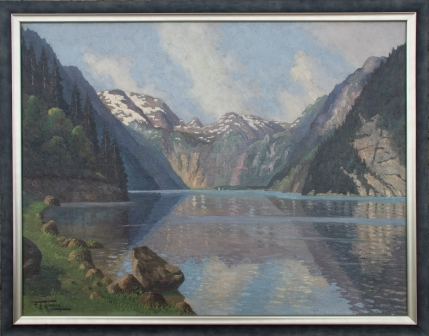
Königsee; Ölgemälde von Fritz Leopold Hennig

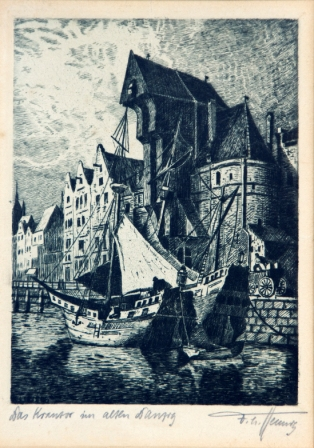
Krantor in Danzig; Kaltnadelstich von Fritz Leopold Hennig

Fritz Leopold Hennig wurde als drittes Kind des Medizinalrats Dr. med. Louis Arthur Hennig (* 1863 in Königsberg; † 1916?) und dessen Ehefrau Anna Julie Theodora Hennig, geb. Müller (* 1869 in Danzig; † 1937 in Danzig) in Danzig geboren. Sein älterer Bruder Hans praktizierte bis Ende der dreißiger Jahre als niedergelassener Arzt in Danzig. Seine ältere Schwester Margarete Sophia starb kurz vor Vollendung ihres 22. Lebensjahres. Über die frühen Jahre von Fritz Leopold Hennig ist nichts Näheres bekannt.
Er war viermal verheiratet. Aus der ersten Ehe (1920) mit Anna Gertrud Hennig, geb. Kirschberger (* 1896 in Danzig; † 1965 in Berlin), stammt der Sohn Heinz Wolfgang Hennig (* 1921 Danzig; † 1994 Berlin), welcher Journalist war. Der zweiten Ehe mit Herta Hennig, geb. Hopp (ab 1927) entstammen die Töchter Gisela (* 1928), welche später Schauspielerin geworden ist, und Hannelore (* 1930). Der dritten Ehe (ab 1941) mit Ursula Hennig, geb. Steinbicker (* 1921 in Ruß/Ostpreußen; † 2004 in Buchen), (sie sang später unter dem Namen Ursula Challier) entstammen die Söhne Friedrich Arthur Wolfgang (* 1941 in Dresden; † 2010 in Buchen) und Olaf-Dieter (* 1942 in Dresden). Der vierten Ehe (ab 1948) mit Ingrid Hennig, geb. Lamprecht (* 1926 in Klein Stirlack/Ostpreußen; † 2005 in Dresden), (später verheiratet mit Manfred Luther) entstammt der Sohn Fritz (* 1949).
Hennig hatte eine hervorragende Allgemeinbildung und umgab sich gerne mit Berühmtheiten seiner Zeit (z. B. Kammersänger Josef Herrmann, Tino Pattiera). Er war bekennender Atheist. Sein Grab befand sich (bis zur Auflassung 1961) auf dem Loschwitzer Friedhof.

## Als Soldat im Krieg
Am Ersten Weltkrieg nahm er als Marineflugzeugführer teil. Einen Flugzeugabsturz in Warnemünde mit einer Rumpler am 28. Januar 1916 überlebte er mit nur wenigen Verletzungen. Am 17. März 1916 (sein Geburtstag) geriet er bei einem erneuten Abschuss (Wasserung), im Mittelmeer nahe der Insel Lemnos, in englische Kriegsgefangenschaft.

## Auszeichnungen
„Bene Merenti Medaille“, Verleihung am 17. Mai 1918 durch Wilhelm Fürst von Hohenzollern (1864–1927).

## Beruflicher Werdegang
Hennig studierte Malerei und Grafik an der Kunstakademie in Dresden (1918? bis 1921?) und schloss sein Studium als akademischer Kunstmaler und Grafiker ab. Er lebte in den späten zwanziger und den dreißiger Jahren in Zoppot (Freie Stadt Danzig) als Grafiker, Kunstmaler und Gestalter (unter anderem das Plakat für die Richard-Wagner-Festspiele der dortigen Waldbühne [1931]; Ausmalung des Casinos in Zoppot [1929]; Plakate für die Zoppoter Kurdirektion; künstlerische Leitung des Zoppoter Kinderfestes; Gestaltung von Ehren-Urkunden). Von dieser Zeit an begann seine Tätigkeit als Autor von drei Romanen („Zoppot – Endstation“ 1941; „Der Eisheilige“ 1942; „Geraubte Klänge“ 1943 [Widder-Verlag, Leipzig]), von Kindergeschichten (unveröffentlicht) und von Komödien (unveröffentlicht). Der für seine Seestücke bekannte Landschafts- und Marinemaler Geo Fürst (1888 Nürnberg – 1964 München) wurde auf Malta von F. L. Hennig künstlerisch beeinflusst.

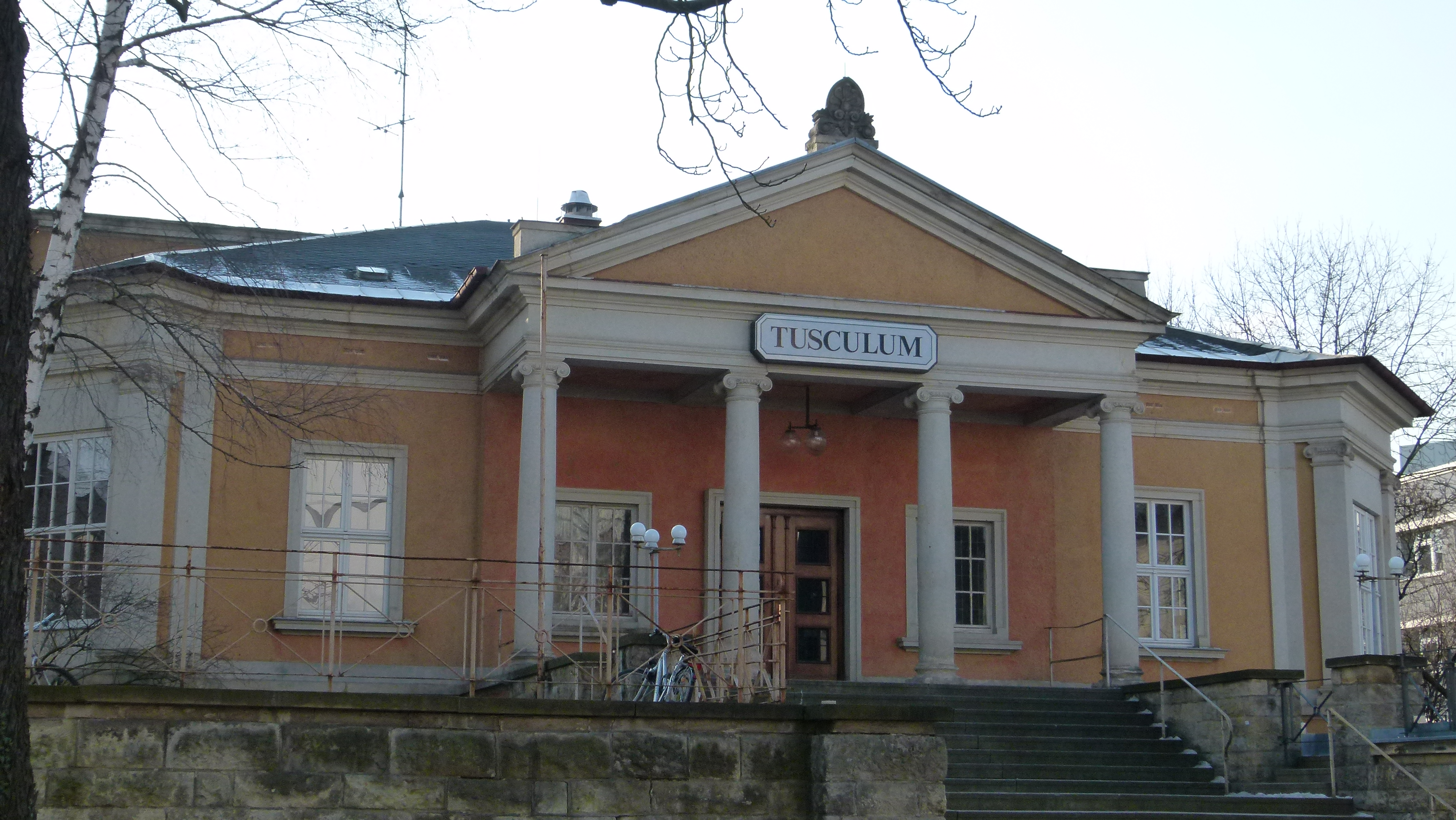
Villa Tusculum in Dresden-Strehlen

Ab 1945 gründete und leitete er die Lehrwerkstätten für Kunst und Kunstgewerbe in Dresden (1. Malschule in Dresden). Mit Unterstützung des Kulturamtes des Rates der Stadt Dresden wurde ihm die Strehlener Villa in der August-Bebel-Straße 12 (jetzt Studentenhaus Tusculum) mit einer Wohnung nebst Atelier zur Verfügung gestellt. In dieser Zeit wurde ihm auch der Titel Professor von den sowjetischen Besatzungsbehörden verliehen. Er bildete seine Studenten kostenlos vorwiegend in der Technik der Ölmalerei mit Motiven des Königsees, von Blumensträußen, Landschaften, Jagdszenen und Porträts aus.
Durch die politische Umbruchzeit und die Zeit des Neuaufbaus waren die Förderer von F. L. Hennig plötzlich nicht mehr in ihren Ämtern. Außerdem passte die Betriebsform mit einem Vertriebsmitarbeiter (Wolfgang Hennig) und einem Geschäftsführer namens Ehlers nicht in die damalige politische Denkweise. Im Zuge ungünstiger Umstände und der aufkeimenden Missgunst kam es 1949 zu einer Auflösung der Lehrwerkstätten.
Anschließend arbeitete er freiberuflich als Kunstmaler, Grafiker und Autor in Dresden in der Alpenstraße 2 im Stadtteil Oberloschwitz, wo Gemälde entstanden, aber auch Gestaltungsentwürfe für den Circus Aeros. Auch als Autor der Operette „Nun schlägt’s 13“ trat er in Erscheinung. Sie wurde 1948 in Wurzen uraufgeführt und in Annaberg-Buchholz und Senftenberg nachgespielt. Es gab auch Rundfunk-Sendungen (1950) des Mitteldeutschen Rundfunks/Landessender Dresden mit Ausschnitten aus dieser Operette.
Hennig war Mitglied der Reichskammer der bildenden Künste Berlin (1940). Später wirkte er bis zu seinem Tod in der Goethe-Gesellschaft in Weimar mit.

## Werke
- Dresdenansicht, um 1925, später im Nachlass des ersten sächsischen Nachkriegsministerpräsidenten Rudolf Friedrichs[3]
- Blumenstillleben (Öl, 38,5 × 47,5 cm; Kunstsammlung Jena)[4]